# The Final Fraud
The Final Fraud è un cortometraggio muto del 1916 diretto da J. Charles Haydon.

## Produzione
Il film fu prodotto dalla Essanay Film Manufacturing Company.

## Distribuzione
Distribuito dalla General Film Company, il film - un cortometraggio in tre bobine - uscì nelle sale cinematografiche USA il 2 dicembre 1916.